# Tako (Chiba)
Tako (多古町 Tako-machi?) es un pueblo situado en el distrito de Katori, prefectura de Chiba, Japón. El abril del 2012, la ciudad tenía una población estimada de 15 590 habitantes y una densidad de población de 215 habitantes por km². La superficie es de 72,68 km².

## Geografía
Tako está situado en la parte noreste de la prefectura de Chiba, y la mayoría de la tierra es plana. Situado en la meseta Shimosa y la llanura Kujukuri, el río Kuriyama fluye a través del centro de la ciudad.

### Municipios vecinos
- Prefectura de Chiba
  - Sōsa
  - Katori
  - Narita
  - Shibayama
  - Yokoshibahikari

## Economía
Tako es un centro comercial regional y el centro agrícola. Además del arroz, un importante factor económico es la ganadería, más significativamente la agricultura intensiva de cerdos.

## Transporte

### Carretera
- Ruta Nacional de Japón 296

## Ciudades hermandada s
- San Roque (Cádiz), España.[3]

## Personas famosas de Tako
- Iizasa Ienao – luchador del período Muromachi
- Youichi Ui – piloto profesional de motos